# IC 1002
IC 1002  ist eine Spiralgalaxie vom Hubble-Typ S im Sternbild Jungfrau auf der Ekliptik. Sie ist schätzungsweise 364 Millionen Lichtjahre von der Milchstraße entfernt und hat einen Durchmesser von etwa 75.000 Lj.

Im selben Himmelsareal befinden sich u. a. die Galaxien NGC 5551, NGC 5575, IC 1001, IC 1003.
Das Objekt wurde am 29. Juni 1892 vom französischen Astronomen Stéphane Javelle entdeckt.